# 2-acetylfuraan
2-acetylfuraan is een heterocyclische organische verbinding, met als brutoformule C6H6O2. Het is een derivaat van furaan. De stof komt voor als een lichtgele tot oranje vaste stof met een laag smeltpunt. 2-acetylfuraan kan verkleuren bij langdurige blootstelling aan lucht.

## Synthese
2-acetylfuraan wordt op industriële schaal bereid door een Friedel-Craftsacylering tussen furaan en azijnzuuranhydride. Het kan ook bereid worden door middel van de Buchner-Curtius-Schlotterbeck-reactie tussen furfural en diazomethaan.

## Toepassingen
2-acetylfuraan is een nuttig intermediair in de organische synthese. Het wordt gebruikt bij de bereiding van het bètalactamantibioticum cefuroxim.